# Équipe de Suisse de football en 1951
Cet article présente les résultats de l'équipe de Suisse de football lors de l'année 1951. En novembre, elle dispute son premier match à Lugano.

## Bilan
|           | Nombre de matchs | Victoires | Défaites | Matchs nuls | Buts marqués | Buts encaissés |
| Domicile  | 3                | 0         | 2        | 1           | 4            | 6              |
| Extérieur | 3                | 0         | 3        | 0           | 8            | 16             |
| Neutre    | 0                | 0         | 0        | 0           | 0            | 0              |
| Total     | 6                | 0         | 5        | 1           | 12           | 22             |

## Matchs et résultats
| Match amical                                | Espagne                                                | 6 - 3   | Suisse                           | Nuevo Estadio Chamartín, Madrid                 |                                                 |
| 18 février 1951 · Historique des rencontres | Zarraonaindia 12e 35e 60e 65e · Gaínza 52e · César 83e | (2 - 1) | 38e 89e Bickel · 68e Friedländer | Spectateurs : 80 000 Arbitrage : Reginald Leafe | Spectateurs : 80 000 Arbitrage : Reginald Leafe |
| 18 février 1951 · Historique des rencontres | Rapport                                                |         |                                  | Spectateurs : 80 000 Arbitrage : Reginald Leafe | Spectateurs : 80 000 Arbitrage : Reginald Leafe |

| Match amical                              | Suisse                         | 2 - 3   | Allemagne de l'Ouest                          | Hardturm, Zurich                              |                                               |
| 15 avril 1951 · Historique des rencontres | Fatton 8e · Bocquet 55e (pen.) | (1 - 1) | 42e O. Walter · 50e Gerritzen · 54e F. Walter | Spectateurs : 35 000 Arbitrage : Arthur Ellis | Spectateurs : 35 000 Arbitrage : Arthur Ellis |
| 15 avril 1951 · Historique des rencontres | Rapport                        |         |                                               | Spectateurs : 35 000 Arbitrage : Arthur Ellis | Spectateurs : 35 000 Arbitrage : Arthur Ellis |

| Match amical                            | Pays de Galles             | 3 - 2   | Suisse                     | Racecourse Ground, Wrexham                       |                                                  |
| 16 mai 1951 · Historique des rencontres | Ford 35e 63e · Burgess 68e | (1 - 0) | 72e Ballaman · 82e Antenen | Spectateurs : 18 500 Arbitrage : George Mitchell | Spectateurs : 18 500 Arbitrage : George Mitchell |
| 16 mai 1951 · Historique des rencontres | Rapport                    |         |                            | Spectateurs : 18 500 Arbitrage : George Mitchell | Spectateurs : 18 500 Arbitrage : George Mitchell |

| Match amical                             | Yougoslavie                                              | 7 - 3   | Suisse                        | Stade JNA, Belgrade                            |                                                |
| 24 juin 1951 · Historique des rencontres | Bobek 1re 40e · Mitić 4e 78e · Zebec 5e 37e · Rajkov 35e | (6 - 1) | 44e Bickel · 55e 88e Ballaman | Spectateurs : 55 000 Arbitrage : Alois Beranek | Spectateurs : 55 000 Arbitrage : Alois Beranek |
| 24 juin 1951 · Historique des rencontres | Rapport                                                  |         |                               | Spectateurs : 55 000 Arbitrage : Alois Beranek | Spectateurs : 55 000 Arbitrage : Alois Beranek |

| Match amical                                | Suisse       | 1 - 2   | France                   | Les Charmilles, Genève                          |                                                 |
| 14 octobre 1951 · Historique des rencontres | Ballaman 55e | (0 - 2) | 27e Doye · 34e Grumellon | Spectateurs : 36 000 Arbitrage : Reginald Leafe | Spectateurs : 36 000 Arbitrage : Reginald Leafe |
| 14 octobre 1951 · Historique des rencontres | Rapport      |         |                          | Spectateurs : 36 000 Arbitrage : Reginald Leafe | Spectateurs : 36 000 Arbitrage : Reginald Leafe |

| Coupe internationale européenne 1948-1953            | Suisse   | 1 - 1   | Italie        | Cornaredo, Lugano                             |                                               |
| 25 novembre 1951 · 14h30 · Historique des rencontres | Riva 15e | (1 - 0) | 84e Boniperti | Spectateurs : 32 500 Arbitrage : William Ling | Spectateurs : 32 500 Arbitrage : William Ling |
| 25 novembre 1951 · 14h30 · Historique des rencontres | Rapport  |         |               | Spectateurs : 32 500 Arbitrage : William Ling | Spectateurs : 32 500 Arbitrage : William Ling |